# سانت جون أوسوليفان
سانت جون أوسوليفان (بالإنجليزية: St. John O'Sullivan)‏ هو كاهن كاثوليكي أمريكي، ولد في 19 مارس 1874، وتوفي في 22 يوليو 1933.